# Bradley Bolke
Bradley Bolke (født 1. oktober 1925 i New York City, New York, død 15. januar 2019 i Dobbs Ferry, New York) var en amerikansk skuespiller og komiker.